# JINUSEAN
JinuSean（지누션、ジヌション）は、1997年にYGエンターテインメント(当時MFエンターテインメント)からデビューした韓国男性ヒップホップデュオである。

## 略歴
1994年、キム・ジヌ名義でソロヒップホップ歌手として「나는 캡이었어（僕はキャップだった）」でアルバムデビューしていた韓国系アメリカ人のジヌと、ヤン・ヒョンソクの所属していたソテジワアイドゥルの2集活動期にバックダンサーをしていた同じく韓国系アメリカ人のショーンで結成。
デビュー前の1996年、元DEUXのイ・ヒョンドのソロ1集収録曲「Player's Anthem」にフィーチャリングで参加。
1997年3月、正規1集「Jinusean Bomb」のタイトル曲「Gasoline」でデビュー。その後続曲でオム・ジョンファをフィーチャリングに迎えた「言ってくれ(말해줘）」が大ヒットしたことで一躍知名度が上がった。

以降、Perryを主たるプロデューサーとして正規4集まで発表。特に3集はモブ・ディープ、サイプレス・ヒル等の米国の有名ラッパー、また日本のm-floも参加していることでも話題になった。
2004年の4集活動以降は、YGの理事として海外事業展開や後進の育成に注力するようになり、YGの長兄としてYGファミリーコンサートに立つ以外はグループとしての活動は無い状態が続いた。
しかし2014年にMBCの人気番組「無限挑戦」の年末企画プログラム「土曜日・土曜日は歌手だ！ シーズン1（ 土土歌1）」出演をきっかけに、2015年4月15日に11年振りの新曲「もう一度言ってくれ(한번 더 말해줘 (Feat.장한나))」を発表。「言ってくれ(말해줘）」の続編としてEPIK HIGHのTABLOと共同制作した曲で、歌番組ではAKMUのイ・スヒョン、EXIDのハニ、Ailee等とリレー形式でコラボし話題となった。
2022年12月、事務所主催の文化イベント「PROJECT YOURSIDE」にて、ショーンがトークコンサートを開催。
現在、グループとしての活動は停止中だが、テレビ番組、合同コンサートのステージに時折出演している。またジヌは、YGエンターテインメントの取締役にも就任している。

## メンバー
| 名前                            | |
| ------------------------------- | --- |
| ジヌ(ジヌ・キム/지누 킴）       | - 生年月日 : 1971年11月23日（53歳） - 出身地 : アメリカ合衆国 カリフォルニア州 - 現在はYGエンターテイメント対外協力室取締役を務めている。 - 妻は弁護士で、俳優クァク・ドウォンの所属事務所ORMエンターテインメントの代表でもあるイム・サラ氏。 |
| ショーン（ショーン・ノ/노승환） | - 生年月日 : 1972年10月10日（52歳） - 出身地 : アメリカ合衆国 カリフォルニア州 - 妻は俳優のチョン・ヘヨン。夫婦揃って社会奉仕活動に熱心なことで著名。                                                                                         |

## ディスコグラフィー

### 正規アルバム
- 正規1集「Jinusean Bomb」(1997年3月1日) ヤン・ヒョンソクと、元DEUXのイ・ヒョンドによる共同プロデュース作
- 正規1.5集「The Real」(1998年1月5日)
- 正規2集「テコンV(태권 V)」(1999年3月3日) タイトル曲は韓国のアニメ「テコンV」をモチーフにした曲で、イントロにテーマソングのフレーズが使われている。
- 正規3集「The Reign」(2001年2月7日) タイトル曲「A-Yo」のMVにBIGBANGのSOLが出演[8]。
- 正規4集「노라보세」(2004年11月13日) タイトル曲「電話番号(전화번호)」のMVにヤン・ヒョンソク夫人が出演している。

### 正規シングル
- 「もう一度言ってくれ(한번 더 말해줘 (Feat.장한나))」(2015年4月15日)デジタルシングル。EPIK HIGHのTabloが作曲。